# Cerapachys favosus
Cerapachys favosus é uma espécie de formiga do gênero Cerapachys.